# Jochen Laube

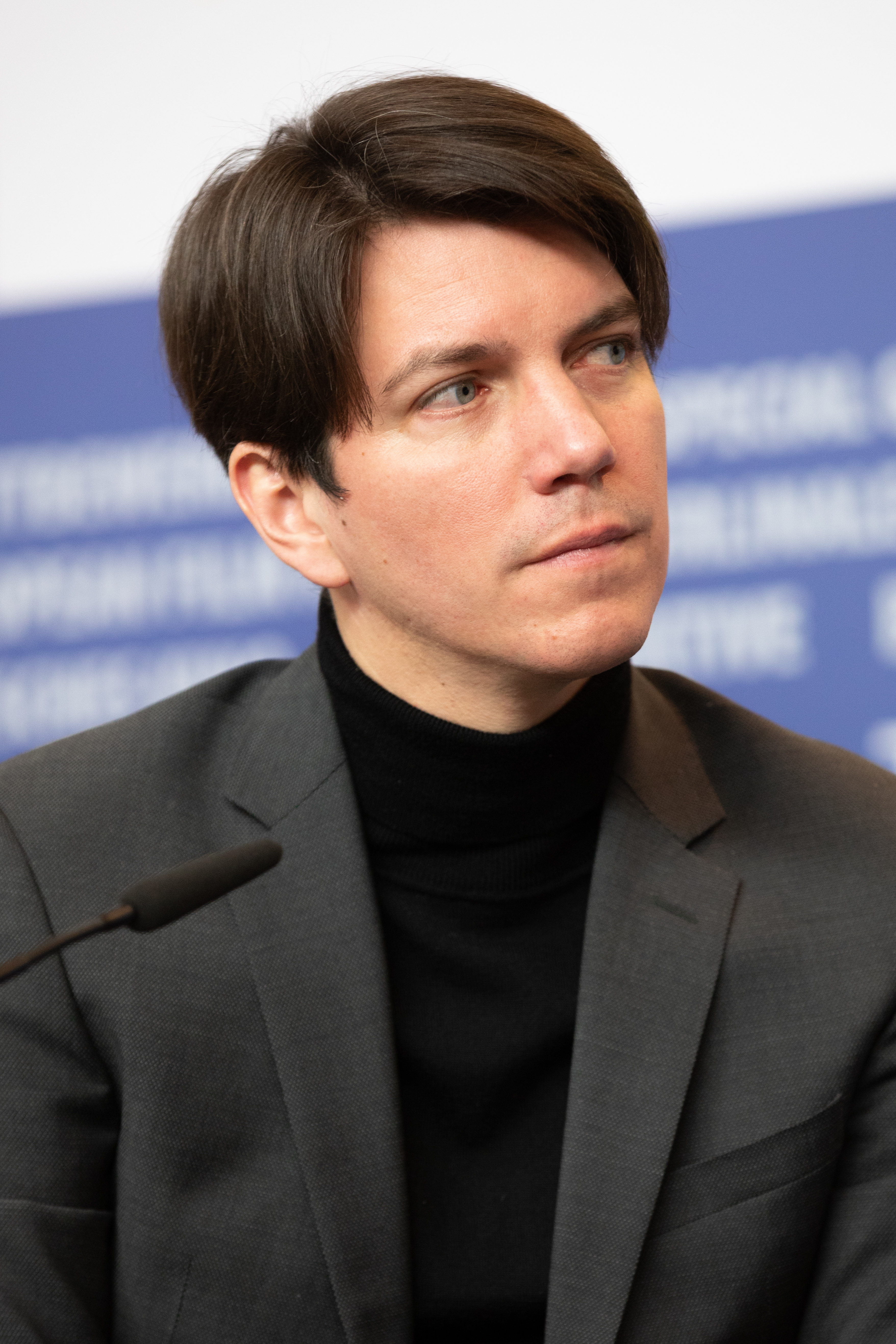
Jochen Laube während der Berlinale 2020

Jochen Laube (* 1978 in Ludwigsburg, Baden-Württemberg) ist ein deutscher Filmproduzent. Im Jahr 2006 gründete er die Filmproduktionsfirma Sommerhaus Filmproduktion GmbH, in welcher er Spiel-, Dokumentarfilme und Serien produziert.
Jochen Laube ist Mitglied der Deutschen und der Europäischen Filmakademie.

## Leben
Laube studierte von 2002 bis 2003 mit einem Stipendium der Verwertungsgesellschaft der Film- und Fernsehproduzenten (VFF) an der Filmakademie Baden-Württemberg in Ludwigsburg, an welcher er 2005 mit dem Spielfilm Urlaub vom Leben seinen Diplom abschloss. 2004 wurde er mit dem Caligari-Preis des Internationalen Forums des Jungen Films der Berlinale ausgezeichnet. Während seines Studiums arbeitete er als Produktionsassistent bei der Produktion von Peter Greenaway The Tulse Luper Suitcases (2003) in Luxemburg und engagierte sich für das deutschlandweite Kinokonzept für Kinder Zauberlaterne der UNESCO. Im Jahr 2006 gründete er die Sommerhaus Filmproduktion, mit der er Filme wie Novemberkind oder den mit dem Grimme-Preis prämierten Dokumentarfilm Sonbol produzierte.
Von 2008 bis 2015 arbeitete Jochen Laube gemeinsam mit Fabian Maubach für die teamWorx, später UFA Fiction und leitete dort das Büro in Ludwigsburg. In dieser Zeit entstanden preisgekrönte Kino- und Fernsehfilme, darunter 2012 die für einen Internationalen Emmy nominierte Miniserie Baron Münchhausen, Kreuzweg, der im Wettbewerb der Berlinale 2014 lief und mit dem Silbernen Bären für das beste Drehbuch ausgezeichnet wurde oder Wir sind jung. Wir sind stark., der in Rom und Tribeca Premieren feierte und in der Kategorie Bester Film für eine Lola des deutschen Filmpreises 2016 nominiert war. Später produzierte er für die UFA Fiction die Romanverfilmung Mängelexemplar, die deutsch-kanadische Ko-Produktion Coconut Hero, sowie den beim Sundance Film Festival uraufgeführten Frank Zappa Dokumentarfilm Eat That Question.
Mit Fabian Maubach produzierte er neben dem Berlinale Wettbewerbsbeitrag In den Gängen (Regie Thomas Stuber), Sandra Nettelbecks Was uns nicht umbringt, der auf der Piazza in Locarno uraufgeführt wurde, und Dominik Grafs RAF-Tatort Der Rote Schatten. Im Anschluss daran entstanden unter anderem der Grimme Preis nominierte Fernsehfilm Exit und die beiden, jeweils mit deutschen Filmpreisen ausgezeichneten Kinofilme Als Hitler das rosa Kaninchen stahl und Berlin Alexanderplatz.
Jochen Laube wurde in das Producer on the Move Programm 2013 in Cannes berufen, ist Mitglied der Deutschen Filmakademie, war seit 2017 Teil der First Steps Jury und unterrichtet an der Filmakademie Baden-Württemberg. Er ist außerdem Initiator und Kurator des Ludwigsburger Filmfestivals Lichtspielliebe.
Seit 2015 leitet Laube gemeinsam mit Fabian Maubach die Sommerhaus Filmproduktion, in der er wieder als selbständiger Produzent und Geschäftsführer arbeitet.

## Filmografie
- 2001: Hollywood Schaukeln
- 2001: How to book a flight
- 2004: Urlaub vom Leben
- 2004: Astra – Word Cup
- 2006: Blindflug
- 2007: Sonbol – Rallye durch den Gottesstaat (Dokumentarfilm)
- 2008: Novemberkind
- 2009: Die Haushaltshilfe (Dokumentarfilm)
- 2010: Arabesk - Gossensound und Massenpop
- 2010: Das Lied in mir
- 2010: Das Schiff des Torjägers (Dokumentarfilm)
- 2010: Hoffenheim – Das Leben ist kein Heimspiel (Dokumentarfilm)
- 2010: Von Kindern (Dokumentarfilm)
- 2011: Die Unsichtbare
- 2011: Wer rettet Dina Foxx? (Transmediaprojekt)
- 2012: 3 Zimmer/Küche/Bad
- 2012: Baron Münchhausen (2012) (Fernsehmehrteiler)
- 2012: Transpapa
- 2012: Freispielen (Dokumentarfilm)
- 2013: 5 Jahre Leben
- 2013: George (Fernsehfilm)
- 2014: Kreuzweg
- 2014: Dina Foxx – Tödlicher Kontakt (Transmediaprojekt)
- 2014: Remake Remix Rip-Off
- 2014: Wir sind jung. Wir sind stark.
- 2015: Coconut Hero
- 2015: Ich bin dann mal weg
- 2016: Mängelexemplar
- 2016: Eat that question - Frank Zappa in his own words
- 2017: Tatort: Der rote Schatten
- seit 2017: Der Barcelona-Krimi (Fernsehreihe)
  - 2017: Über Wasser halten
  - 2017: Tod aus der Tiefe
  - 2020: Entführte Mädchen
  - 2020: Blutiger Beton
  - 2022: Der längste Tag
  - 2022: Der Riss in allem
  - 2023: Totgeschwiegen
  - 2023: Absturz
  - 2025: Wächter der Stadt
  - 2025: Brennendes Land
- 2018: In den Gängen
- 2019: Zeit der Geheimnisse (Miniserie)
- 2019: Als Hitler das rosa Kaninchen stahl
- 2020: Berlin Alexanderplatz
- 2020: Hello Again – Ein Tag für immer
- 2020: Exit (2020)
- 2021: Ich bin Sophie Scholl
- 2022: Die stillen Trabanten
- 2022: Die Kaiserin (Fernsehserie)
- 2022: Das Netz – Spiel am Abgrund
- 2025: Kein Tier. So Wild.

## Auszeichnungen
Bayrischer Filmpreis
- 2019
  - Auszeichnung: Bester Jugendfilm für Als Hitler das rosa Kaninchen stahl

Deutsche Filmpreis
- 2020
  - Auszeichnung: Bester Spielfilm in Silber für Berlin Alexanderplatz
  - Auszeichnung: Bester Kinderfilm für Als Hitler das rosa Kaninchen stahl

Filmschau Baden-Württemberg
- 2020
  - Baden-Württembergischer Ehrenfilmpreis